# Кобалт (Мисури)
Кобалт (енгл. Cobalt) град је у америчкој савезној држави Мисури.

## Демографија
По попису из 2010. године број становника је 226, што је 37 (19,6%) становника више него 2000. године.
| Група             | 2000.        | 2010.       |
| Белци             | 189 (100,0%) | 221 (97,8%) |
| Афроамериканци    | 0 (0,0%)     | 0 (0,0%)    |
| Азијати           | 0 (0,0%)     | 0 (0,0%)    |
| Хиспаноамериканци | 0 (0,0%)     | 4 (1,8%)    |
| Укупно            | 189          | 226         |